# Atiyah–Hirzebruchs spektralföljd
Inom matematiken är Atiyah–Hirzebruchs spektralföljd en spektralföljd som används för att beräkna generaliserad kohomologi, införd av Atiyah & Hirzebruch (1961) i specialfallet topologisk K-teori. För ett CW-komplex X ger den ett samband mellan de generaliserade kohomolgigrupperna
hi(X)
och vanliga kohomologigrupper H j med koefficienter i den generaliserade kohomologin för en punkt. 